# Андронівка (Синельниківський район)
Андро́нівка (Андрунівка, Руновка), 1800 рік — село в Україні, у Синельниківському районі Дніпропетровської області. Входить до складу Слов'янської сільської громади. Населення становить 242 особи. Орган місцевого самоврядування - Слов'янська сільська рада.

## Географія
Село Андронівка розташоване на лівому березі річки Бик в місці впадання в неї річки Ковалиха, вище за течією на відстані 0,5 км розташоване село Кам'янка (Покровський район) Донецької області, нижче за течією на відстані 2,5 км розташоване село Слов'янка. Поруч проходять автомобільна дорога М04 (E50) і залізниця, станція Платформа 31 км.

## Історія
Перші спогади про Андрунівку в Павлоградському повіті є в Малоросійському родословнику В.Л.Модзелевського, де написано, що за Андрієм Максимовичем Руновським (01.10.1761-05.03.1813 рр.) в "деревне" в 1800 році було 59 душ населення. А.М.Руновський з малоросійських дворян, з 1782 року в колегії іноземних справ, в 1797 році віце-губернатор Київської губернії, в 1799 році віце-губернатор Малоросійської губернії (м. Чернігів), в 1803 році губернатор Нижегородської губернії. 26 липня 1802 року отримав чин дійсного статського радника. Був не одружений і потомства після себе не залишив [08].  
Назву поселенню Андрунівка дав господар поселення Андрій Максимович Руновський від початку свого імені Андрій - АНД... і прізвища Руновський - РУНОВКА. Спочатку поселення мало назву Андруновка, яке з часом змінили на Андронівка. Саме від прізвища А.М.Руновського село має другу не офіційну назву, яка на слуху у населення - Руновка. Ще на мапі Катеринославської губернії 1861 року поселення написане Андронієвка (Руновська). 
"Деревня" Андруновка нанесено на мапу 1800 року по кордону російської імперії з Туреччиною. Поки що 1800 рік це найстаріший спогад про поселення, який можна вважати роком його заселення. 
В 1817-1818 роках у Павлоградському повіті кінські заводи, на яких було до 100 і більше коней знаходився і в селі Андрунівці. Також у цей період був завод великої рогатої худоби, на якому було до 200 і більше голів худоби [03]. За даними 1859 року Андрунівка (у документах Андрунівка, або Руловське) була панським селом - 40 подвірь, 57 мешканців українського походження [01]. 
В селі Андронівка в різні часи землевласниками були корнет Яків Миколайович Рудь (08.01.1899) та селяни Антон Романович Череваня, Павло Іванович Яковенко, Леонід Григорович Чорнокнижний (04.03.1906), Антон Опанасович Моїсєєнко, Яким Арсентійович Малинка (07.06.1908) [04]. Ще в селі Андронівці землю прикупляли селяни села Підгороднього (Новопавлівка) від Липко-Парафієвського [05].
Станом на 1886 рік у селі Андронівка Марієнтальської волості Павлоградського повіту Катеринославської губернії мешкало 66 осіб, налічувалось 13 дворових господарств, існував кінський завод [01]. В поселенні були збудовані два вітряки та один водяний млин. Понад "деревней" Андронівка проходив поштовий шлях.
У Павлоградському повіті крім Слав'янки і Андронівки (на Бику) кам'яновугільних оголень ніде не зустрічається [07]. По правому березі річки Бик був розроблений кам'яний кар'єр, в якому добували камінь-пісковик для будівництва автомобільних доріг та будинків в регіоні.
В 1908 році по відомостям Катеринославської Губернської Земської Комісії в Андронівці (Руновці) Слав'янської волості Павлоградського повіту в 19 подвір'ях мешкали127 людей (75 чол. і 52 жін.). Тільки на 27 душ була виділена земля по 4 дес. на наділ [06].
На 01 січня 1925 року в "деревне" Андронівка Слав'янської сільської ради в 48 подвір'ях мешкали 231 людини (109 чоловічої і 122 жіночої статі). В поселенні було викопано 47 колодязів, і тільки 6 з яких були не придатні для пиття [09].
12 червня 2020 року, відповідно до розпорядження Кабінету Міністрів України № 709-р від «Про визначення адміністративних центрів та затвердження територій територіальних громад Дніпропетровської області», увійшло до складу  Слов'янської сільської громади.
19 липня 2020 року, в результаті адміністративно-територіальної реформи і ліквідації Межівського району, село увійшло до складу новоутвореного Синельниківського району.

## Населення

### Мова
Розподіл населення за рідною мовою за даними перепису 2001 року:
| Мова       | Кількість | Відсоток |
| ---------- | --------- | -------- |
| українська | 231       | 95.46%   |
| російська  | 11        | 4.54%    |
| Усього     | 242       | 100%     |